# Ча Бум-Кун
Ча Бум-Кун (на корейски: 차범근) е южнокорейски футболист и треньор. Кариерата му преминава в немската Бундеслига, където е известен като Ча Бум (Tscha Bum), заради името си и силният удар по топката. Много популярен в родината си и в Германия, той е обявен за Най-добър футболист на Азия за 20 век и за един от най-добрите чужденци в Бундеслигата. Със своите 55 гола за националния отбор е и голмайстор за всички времена на Южна Корея.

## Кариера
Ча Бум-Кун се нарежда между най-добрите играчи на Южна Корея. Той става известен от 1978 г., когато пристига в Дармщат, до оттеглянето му от футбола през 1986 г. след участие в първото и единственото му Световно първенство. Ча печели два пъти Купата на УЕФА – с Айнтрахт Франкфурт (1980) и Байер Леверкузен през 1988 г., когато отбелязва едно от попаденията срещу Еспаньол на финала. Учудващо е пренебрегван от своята родина след преминаването му в Германия. Независимо от това, той отбелязва 55 гола в 121 международни срещи. Ча добре използва времето си в Европа, за да придобие подходяща треньорска квалификация и впоследствие ръководи Южна Корея на финалите на Световното първенство през 1998 г. във Франция. Четири години по-късно неговият син Ча Ду-Ри помага на Южна Корея, която заедно с Япония е домакин на Световното първенство, да достигне до полуфинал.